# Musca liberia
Musca liberia är en tvåvingeart som beskrevs av John Otterbein Snyder 1951. Musca liberia ingår i släktet Musca och familjen husflugor. Inga underarter finns listade i Catalogue of Life.